# Annie Golden
Pour les articles homonymes, voir Golden.
Annie Golden, née à Brooklyn (New York) le 19 octobre 1951, est une actrice et chanteuse américaine.

## Biographie
Annie Golden commence sa carrière en tant que chanteuse du groupe The Shirts (en) (qui a joué au CBGB à la fin des années 1970). Miloš Forman la remarque et lui offre un des rôles principaux dans son film Hair , celui de la jeune hippie enceinte.(1979). 
Au début de l'année 1990, elle forme un duo avec Frank Carillo, le Golden Carillo, qui enregistre trois albums, Fire in Newtown, Toxic Emotion et Back for More. Elle retourne ensuite dans le groupe The Shirts (en). Depuis, elle chante soit en solo soit avec un groupe. En 1984, sa chanson Hang Up the Phone est reprise sur la bande originale du film Sixteen Candles (Seize Bougies pour Sam). Elle monte une revue combinant chansons de sa carrière scénique et morceaux originaux, du nom d'Annie Golden's Velvet Prison.
À partir de 2013, elle tient un rôle secondaire important même si son personnage ne parle pas, dans la série à succès de Netflix "Orange is the new black".

## Filmographie partielle

### Au cinéma
- 1979 : Hair de Miloš Forman : Jeannie Ryan
- 1985 : Recherche Susan désespérément : de Susan Seidelman
- 1986 : Prise d'Amos Kollek
- 1987 : Baby Boom de Charles Shyer
- 1987 : Magie Rose (Love at Stake) de John Moffitt : Abigail
- 1990 : Un compagnon de longue date (Longtime Companion) de Norman René
- 1991 : Strictly Business
- 1992 : Le Baiser empoisonné (Prelude to a Kiss) de Norman René
- 1995 : L'Armée des douze singes (12 Monkeys) de Terry Gilliam : la chauffeuse de taxi
- 1995 : Youbi, le petit pingouin (The Pebble and the Penguin) de Don Bluth et Gary Goldman
- 1997 : Arresting Gena de Hannah Weyer
- 2003 : Une si belle famille de Fred Schepisi
- 2004 : Messengers de Philip Farha : Alice Farmer
- 2004 : Temptation de Mark Tarlov : Nora
- 2005 : Live at Five : Annie
- 2007 : Brooklyn Rules : Dottie
- 2007 : Sexina: Popstar P.I. : la maman de Vera
- 2008 : Adventures of Power : Farrah
- 2009 : I Love You Phillip Morris : Eudora
- 2012 : The Trouble with Cali : Mrs. Saperstein
- 2016 : Miles : Rhonda Roth (en post-production)

### À la télévision
- 1985-1986 : Deux Flics à Miami (Saison 2, trois épisodes)
- 2001: New-York 911 (1 épisode)
- 2006 : New York, unité spéciale (Law & Order: Special Victims Unit) (saison 7, épisode 14) : Varla
- 2012 : NYC 22 (série télévisée, épisode Samaritans)
- 2013-2019 : Orange Is the New Black : Norma Romano (46 épisodes)
- 2022 : Evil (saison 3, épisode 4)

## Comédies musicales
- 1990-1991 : Assassins